# داميان برودريك
داميان برودريك (بالإنجليزية: Damien Broderick)‏ (22 أبريل 1944 في ملبورن - 19 أبريل 2025) روائي، وكاتب، وكاتب خيال علمي من أستراليا.